# Bainmedart Cove
Die Bainmedart Cove ist eine 1,5 km lange Bucht im östlichen Teil des Radok Lake in den Prince Charles Mountains im ostantarktischen Mac-Robertson-Land. Sie führt zur engen Schlucht Pagodroma Gorge, die den Radok Lake mit dem Beaver Lake verbindet.
Der Name der Bucht setzt sich aus denen der beiden Geologen John H. C. Bain und Alex Medvecky sowie des Funkers John Robert Dart zusammen, die im Rahmen der Australian National Antarctic Research Expeditions bei der Erkundung der Prince Charles Mountains zwischen Januar und Februar 1969 die Geologie im Gebiet der genannten Seen studierten.